# Omnis spes in ferro
 Omnis spes in ferro лат. (изговор: омнис спес ин феро). Сва је нада у мачу.

## Тумачење
Када умукну разум и ријеч, судиће рат.